# Mini Estadi
Le Mini Estadi (Mini Stade en français) était un stade de football situé à proximité du stade principal du FC Barcelone, le Camp Nou. 
D'une capacité de 15 276 places assises, le Mini Estadi accueillait les matchs du FC Barcelone B, longtemps connu comme le FC Barcelona Atlètic, la deuxième équipe du FC Barcelone qui évolue en troisième division, ainsi que son équipe des juniors A.
Le stade s'intègrait dans un ensemble où se trouvent également le Palau Blaugrana et La Masía, et où se trouvait le centre de formation du club.

## Histoire
Le Mini Estadi est inauguré le 23 septembre 1982 avec un match amical de la première équipe du Barça dans laquelle joue Diego Maradona. Dans un geste symbolique destiné aux juniors du Barça, Diego Maradona est remplacé à quelques minutes de la fin du match par Guillermo Amor alors âgé de 14 ans et qui deviendra plus tard le joueur ayant remporté le plus de trophées avec le FC Barcelone (aujourd'hui dépassé par Xavi Hernández).
Le Mini Estadi a été conçu par les architectes Josep Casals et Josep Soteras Mauri. Il fut construit en neuf mois. Au moment de son inauguration, le Mini Estadi était considéré comme un exemple de modernité et de fonctionnalité. Il servit de modèle lors de la construction d'autres stades autour du monde. Le stade Cartagonova à Carthagène est une copie exacte du Mini Estadi.
L'équipe d'Andorre joue 3 matchs officiels sur ce terrain, en 2001 et en 2004.
Le Mini Estadi est également utilisé pour des concerts. David Bowie, Queen et Elton John s'y sont produits.
Le Mini Estadi a été démoli pour laisser place au nouveau Palau Blaugrana. Le nouveau Mini Estadi est situé dans la Cité sportive Joan Gamper et porte le nom de Johan Cruyff.